# ヒズボラの保有兵器
ヒズボラは、およそ150,000発のロケット弾を保有しており、2006年のイスラエル・レバノン紛争においてヒズボラの主要な攻撃兵器の役割を担った。およそ3,970発のロケット弾を南レバノンからイスラエルに発射し、少なくとも42人の民間人と12人の兵士が死亡した（2006年8月14日現在）。また、レバノン領内地上戦において、最新のロシア製携行対戦車ミサイル9K115-2 メティス-Mによるメルカバ戦車撃破などによる激しい攻撃で、停戦の8月14日までに実に117名のイスラエル国防軍（IDF）兵士が死亡した。

## ロケット(短射程)
ヒズボラの保有しているおよそ13,000発のロケット弾の多くは、ソ連製のBM-21 グラートのイラン版である「アーラシュ」から発射される射程20.75km、直径122mmのロケット弾である。アーラシュ発射機は30-40連装であり、ヒズボラは75基程度保有している。通称で「カチューシャ」と呼ばれているが、本来のカチューシャとは別物である。
また、ヒズボラはシャヒン-1（Ra'ad 1）というロケット弾も所有しており、その射程は13kmである。そのほか、中国製63式107mmロケット砲のイラン版である「ハセブ」12連装107mm牽引式ロケット弾発射機も140-150基有しており、その射程は8.5kmである。
さらに、一部のロケット弾は殺傷能力を高めるために着弾時に金属片が飛び散るように手を加えてあり、2006年7月16日にはハイファの列車倉庫に着弾し、8人の民間人が死亡した。続く8月6日にはIDFの予備役兵12人が死亡した。
ヒューマン・ライツ・ウォッチは2006年10月18日、「ヒズボラがイスラエルにクラスター弾を撃ち込んだ」とレポートしたが、厳密に言えば122mmロケット用の対人キャニスター弾である。

## ロケット(長射程)
ヒズボラは、イラン（シャヒード・バゲリ・インダストリーズ社）製の射程の長いロケット弾、ファジル-3（Fajr-3）とファジル-5（Fajr-5）を保有している。ファジル-3は、射程43km、口径240mm、炸薬重量45kgである。ファジル-5は、射程75km、口径333mm、炸薬重量90kgである。2006年のイスラエル・レバノン紛争においても使用された。2004年には、ヒズボラはおよそ500発のファジルロケットを保有していると考えられていた。しかし、最近の資料によると数十発の保有に変更されている。2006年8月2日に、ファジルロケットがレバノンとの国境から南に70km離れたベィト・シェアン近郊に着弾した。 
通常、ファジル-3 ロケットは専用のトラック（標準型はメルセデス・ベンツ 2624）上に設置された発射装置によって運用される。2000年以前のヒズボラのロケット攻撃は1発ずつ手製の固定式発射装置から発射されており、敵の反撃を避けるためにロケットは離れたところから発射されていた。2001年前半になるとヒズボラはイスラエルとの戦闘に備え、イスラエルとの国境沿いに牽引式多連装ロケットランチャーとトラックに据付のロケットを配備した。ファジル-5 ロケットは、牽引式で住宅、公園、山岳地などの隠蔽陣地から発射される。
また、何人かのアナリストによると200-400kmの射程を持つZelzal-2を保有しているとされる。しかし、現実的にはZelzal-2の射程は100km程度であると考えられており、南レバノンから発射した場合、テルアビブに達する恐れがある。このロケットの弾頭は600kgの高性能爆薬を使用している。非誘導であるが、都市部に向けて発射された場合、重大な被害をもたらすことが想像できる。通常弾頭以外に化学兵器搭載弾頭を使用することができる。ヒズボラはZelzalロケットを30発保有している。
その外、シリア製ハイバル-1ロケット（口径325mm）も使用されたという報道があるが、詳細は不明である。

## 対空兵器
ヒズボラは対空兵器として対空機関砲ZU-23-2、携帯式の9K32 ストレラ-2（SA-7）、9K38 イグラ（SA-18）地対空ミサイルを保有している。また、ヒズボラはイランから携帯式のQW-1地対空ミサイルの供給も受けている。

## 対艦ミサイル
2006年7月14日に、ヒズボラは無人航空機から中国製のC-802空対艦ミサイル2発を発射し、うち1発をイスラエル海軍のサール5型コルベット「ハニト」に命中させた。これにより同艦は小破し、4人の乗員が死亡した。さらに報道はされていないが、2発目のミサイルがカンボジア船籍の船舶に命中し、エジプト人の乗員が死亡している。イスラエル軍は、この攻撃の際にイスラム革命防衛隊（IRGC）のメンバーがアドバイザーとしてその場にいたとしているが、イラン側は否定している。

## 小火器
ヒズボラの歩兵戦力は、AK-47やPKMを始めとした多数の東側製銃火器を保有している。また、ブローニング・ハイパワー拳銃やM16自動小銃のような西側製銃器も少数ながら使用している。

## 対戦車火器
ヒズボラは、対戦車ミサイルとしてロシア製の9M14 マリュートカ、9M111 ファゴット、9M113 コンクールス、9K115-2 メチス-M、9M133 コルネットや欧州製のミラン、イラン製のトゥーファンなどを保有している。これらの兵器は、IDFのメルカバ戦車に対して効果的に使用された。2006年の紛争において最初の4週間の間に戦死したIDF兵士44名の多くは対戦車ミサイルによる攻撃で死亡した。また、ヒズボラはヘリコプターに対しても対戦車ミサイルを使用しており、2006年8月12日にはIAFのCH-53 シースタリオンを撃墜し、5人の乗員（うち1人は女性兵士）が全員死亡した。
携帯式対戦車火器としては、RPG-7のほか、最新型のRPG-29も装備している。8月9日のアラブ筋の報道によれば、RPG-29によりメルカバ戦車が撃破されている。

## 無人機
ヒズボラはイランから無人航空機Mohajer-4を供給されている。2004年11月、2005年4月の2度にわたりイスラエル領空への侵入に成功している。2006年8月7日に、IAFはイスラエル沿岸でMirsad-1を撃墜した。また、別のヒズボラの無人航空機が8月13日の晩に墜落している。

## 戦術
制空権皆無のヒズボラがIAFの空爆を凌ぎ、地上軍を迎え撃ちそして殲滅されなかった理由は、ヒズボラがハマースなどのテロ系組織と違って近代的な軍事訓練を受け、高等な装備を持つ組織化された武装集団であることだけでなく、地の利を知り尽くした戦術を行ったことにある。
攻撃を受けたイスラエルの反応時間はわずか2分たらずであるが、ヒズボラはこのデッドラインを熟知し、小型ロケットランチャーはリモコンで操作、またはスクーターに乗るヒズボラ兵士が引き金を引いて直ちに逃走する。大型ロケットの場合はトラックに積載されているが、本物のランチャーの隣に熱を発するハリボテのランチャーを置き、発射直後に本物は移動する。IAFは置き去りにされた熱源のハリボテの囮を攻撃する。本物は無事であるために、翌日以降も数百発ものロケット攻撃が可能となる。
また、ヒズボラ内には第1800部隊、第910部隊、第3800部隊といった特殊部隊が存在する。ヒズボラの特殊部隊は欧米式の装備を保有しており、破壊工作や味方勢力への支援などを任務とする。

## イランとシリアとの関係
米国国務省によると、イランは兵器をヒズボラに供給するだけでなく、軍事訓練を行ったり、資金も提供している。さらに、シリアはイランがヒズボラに供給する物資の中継地点になっている。また、シリア自体がBM-27 ウラガンロケットをヒズボラに供給しているという報告もある。
別の報告では、イスラム革命防衛隊がベッカー高原でヒズボラの地下武器弾薬庫の建設を支援したとしている。また、ヒズボラのロケットはイランで訓練されたおよそ200人の技術者と専門家によって運用されている。

## 北朝鮮との関係
米議会調査局によると、ヒズボラの兵士が1980年代後半から北朝鮮当局の招待に応じて訪朝し、北朝鮮国内での軍事訓練を受けていたとされる。また、1990年代には、朝鮮人民軍の教官がレバノン国内のヒズボラ軍事キャンプに派遣されていたという。　これらは、イランとシリアが両者の関係を仲介したとされる。